# Muralhas da cidade de Carlisle
‎As muralhas da cidade‎‎ de Carlisle eram uma estrutura defensiva em torno do centro de ‎‎Carlisle, Cumbria.‎‎

## Construção
‎A cidade romana de Carlisle‎‎ foi murada, mas as muralhas ‎‎medievais‎‎ foram construídas para substituir estruturas de madeira na segunda metade do século XII.‎ A Cidadela foi construída como um portão por ‎‎Stefan von Haschenperg‎‎ na década de 1540 para substituir uma estrutura anterior.

## Mudanças mais recentes
As muralhas do oeste ainda são necessárias para manter um antigo penhasco do ‎‎rio‎‎ ‎‎Caldew‎‎ e não foram demolidas. Contudo, eles foram consideravelmente modificadas ao longo dos anos. Comparações entre ‎‎gravuras antigas‎‎ e evidências arqueológicas atuais sugerem que a muralha foi endireitada. Entre a ponte e o castelo, tinha casas construídas encostadas às muralhas até 1952.
‎Curtas extensões das muralhas norte e oeste correm para o sul do castelo até um desvio do centro da cidade que separa o castelo do centro da cidade. A construção do desvio exigiu que a lacuna existente nas muralhas do oeste fosse ampliada e o fragmento sobrevivente das muralhas do norte fosse truncado ainda mais. A lacuna nas muralhas do oeste inclui o local do Irishgate e isso é comemorado por uma passarela moderna.